# Klopsiki i inne zjawiska pogodowe (serial animowany)
Klopsiki i inne zjawiska pogodowe (ang. Cloudy with a Chance of Meatballs, tłumaczone również jako Cloudy: The Series, od 2017) – kanadyjsko-amerykański serial animowany wyprodukowany przez wytwórnię Sony Pictures Animation, Corus Entertainment i DHX Media, powstały na podstawie książki dla dzieci oraz filmu z 2009 roku pod tym samym tytułem. Jest to pierwszy serial animowany wyprodukowany przez studio Sony Pictures Animation.
Premiera serialu odbyła się w Stanach Zjednoczonych 20 lutego 2017 na amerykańskim Cartoon Network jako zapowiedź, natomiast regularna emisja ruszyła dwa tygodnie później 6 marca 2017.

## Fabuła
Akcja serialu rozgrywa się przed wydarzeniami z kinowego filmu Klopsiki i inne zjawiska pogodowe i opowiada o perypetiach ekscentrycznego młodego naukowca Flinta Lockwooda, który chce zmienić świat wymyślając coraz to nowsze wynalazki. W tworzeniu wynalazków pomaga mu jego najlepsza przyjaciółka oraz pogodynka Samantha „Sam” Sparks.

## Obsada
- Mark Edwards –
  - Flint Lockwood,
  - Steve
- Katie Griffin – Sam Sparks
- David Berni – Brent
- Seán Cullen –
  - Tim Lockwood,
  - Major Shelbourne,
  - Old Rick
- Patrick McKenna –
  - Gil,
  - Manny
- Clé Bennett – Earl Devereaux

## Wersja polska
Wersja polska: SDI Media Polska

Reżyseria: Artur Kaczmarski

Dialogi polskie: 
- Zofia Jaworowska,
- Maciej Wysocki,
- Marta Robaczewska,
- Karolina Sowińska

Teksty piosenek: Hanna Malarowska

Dźwięk: Łukasz Fober

Produkcja: BTI Studios

Wystąpili:
- Jacek Bończyk – Flint Lockwood
- Monika Pikuła – Sam Sparks
- Piotr Bąk – Tim Lockwood
- Jakub Szydłowski – 
  - Brent,
  - Hektor Złowski (odc. 11, 31, 38-39)
- Robert Tondera – Earl
- Wojciech Paszkowski – 
  - Manny,
  - Homar Gwiazdka (odc. 50)
- Zbigniew Suszyński – 
  - Burmistrz Shelbourne,
  - Ojciec Tima (odc. 13)
- Janusz Wituch –
  - Stary Rick,
  - Odpadopapatek (odc. 5),
  - Kula przyszłości (odc. 9),
  - Dave (odc. 36),
  - Norm (odc. 49-50)
- Sebastian Perdek – Gil
- Aleksander Sosiński – Sal (odc. 19)
- Wojciech Żołądkowicz – 
  - Jim (odc. 34),
  - Święty Mikołaj (odc. 49-50)
- Bartosz Martyna
- Grzegorz Kwiecień
- Mateusz Kwiecień
- Marcin Piotrowiak
- Ilona Lewandowska
- Agnieszka Fajlhauer
- Agata Darnowska
- Artur Kaczmarski
- Dominika Pasternak
- Monika Szomko
- Magdalena Herman-Urbańska

i inni
Wykonanie piosenek:
- Agnieszka Fajlhauer,
- Jakub Szydłowski,
- Zbigniew Suszyński,
- Piotr Bąk

i inni
Lektor:
- Artur Kaczmarski (odc. 1-20, 22-52),
- Janusz Wituch (tytuł odc. 7, 13, 15, 17, 27)

## Spis odcinków
| Data premiery   | Numer          | Polski tytuł                        | Angielski tytuł                        |                |
| Seria pierwsza  | Seria pierwsza | Seria pierwsza                      | Seria pierwsza                         | Seria pierwsza |
| --------------- | -------------- | ----------------------------------- | -------------------------------------- | -------------- |
| 20 lutego 2017  | 01             | Pierwsze miejsce zajmuje...         | And the Winner Is...                   |                |
| 6 marca 2017    | 02             | Księżniczka Kiziamizia              | Princess Kittymittens                  |                |
| 6 marca 2017    | 03             | Jestem wynalazcą!                   | Invent This!                           |                |
| 6 marca 2017    | 04             | Bekonowa Sam                        | Bacon Girl                             |                |
| 7 marca 2017    | 05             | Widzę śmieci!                       | Who You Calling Garbage?               |                |
| 8 marca 2017    | 06             | Ballada o Johnnym Sardynie          | The Ballad of Johnny Sardine           |                |
| 9 marca 2017    | 07             | Małpa milioner                      | Millionaire Monkey                     |                |
| 13 marca 2017   | 08             | Nianie Brenta                       | Baby Brent Sitter                      |                |
| 14 marca 2017   | 09             | Kula przyszłości                    | Spoiler Orb                            |                |
| 15 marca 2017   | 10             | Pandy nadchodzą                     | The Pandas are Coming                  |                |
| 16 marca 2017   | 11             | Wstęp tylko dla wynalazców          | Inventors Only                         |                |
| 20 marca 2017   | 12             | Kukuryku                            | Clock-a-Doodle-Doom                    |                |
| 21 marca 2017   | 13             | Sardemon                            | The Sardemon                           |                |
| 22 marca 2017   | 14             | Earl czy Pearl?                     | Earl or Pearl?                         |                |
| 23 marca 2017   | 15             | Święto sardynek                     | Sardinefest                            |                |
| 27 marca 2017   | 16             | Tacy sami                           | Total Samesies                         |                |
| 28 marca 2017   | 17             | Ja małpa, ty małpa                  | Monkey Me, Monkey You                  |                |
| 29 marca 2017   | 18             | Najlepszy wynalazek na świecie      | Best Invention Ever!                   |                |
| 30 marca 2017   | 19             | To właśnie Sal                      | That's Sal, Folks!                     |                |
| 3 kwietnia 2017 | 20             | Chmury i inne zjawiska pogodowe     | Cloudy with a Chance of Clouds         |                |
| 4 kwietnia 2017 | 21             | Sztuka bąkowania                    | The Science of the Toot                |                |
| 5 kwietnia 2017 | 22             | Pan Stres                           | Mr. Stressup                           |                |
| 6 kwietnia 2017 | 23             | WirtuEarlna Rzeczywistość           | Virtu-earl Reality                     |                |
|                 | 24             | Problem na głowie                   | Hair We Go Again                       |                |
|                 | 25             | Rychło w czas                       | It's About Time                        |                |
|                 | 26             | Fotomontaż                          | Self-Helpie                            |                |
|                 | 27             | Małpi poklask                       | Happy Clappy Monkey                    |                |
|                 | 28             | Robowalki                           | Robot Rumble                           |                |
|                 | 29             | Mój tata wymiata                    | My Pop is Tops                         |                |
|                 | 30             | Mój klon                            | Clone Alone                            |                |
|                 | 31             | Kitel wynalazcy                     | Coat of Harms                          |                |
|                 | 32             | Earl z moich marzeń                 | Earl of My Dreams                      |                |
|                 | 33             | Kosmiczny wyścig                    | Spacy Race                             |                |
|                 | 34             | Tim i Jim                           | Tim and Jim                            |                |
|                 | 35             | Nadprzyrodzone zjawiska burmistrza  | Mayornormal Activity                   |                |
|                 | 36             | Flintenstein                        | Flintenstein                           |                |
|                 | 37             | Szczurptaki i serobale              | Ratbirds and Cheesyworms               |                |
|                 | 38             | Wyprzedaż garażowa                  | Junk in the Trunk                      |                |
|                 | 39             | Kodeks wynalazcy                    | The Inventors Code                     |                |
|                 | 40             | Mały bobo Brent                     | Baby-Baby Brent                        |                |
|                 | 41             | Utalentowany Pan Guzik              | The Talented Mr. Buttons               |                |
|                 | 42             | Dziewczyna, która widziała meteoryt | The Girl Who Cried Meteor              |                |
|                 | 43             | Urodzinowa piniata                  | I Gotta Piñata                         |                |
|                 | 44             | Twoja ryba jest dla mnie rozkazem   | Your Fish is My Command                |                |
|                 | 45             | Poślubiony arbuzowi                 | So I Married a Watermelon              |                |
|                 | 46             | Tożsamość Shelbourne’a              | The Shelbourne Identity                |                |
|                 | 47             | Doceń to                            | Appreciate This!                       |                |
|                 | 48             | Idealna zmienniczka                 | She’s a Shoe-In                        |                |
|                 | 49             | Homar Gwiazdka przybywa część 1     | Lobster Claus Is Coming to Town Part 1 |                |
|                 | 50             | Homar Gwiazdka przybywa część 2     | Lobster Claus Is Coming to Town Part 2 |                |
|                 | 51             | Gdy byłem w twoim wieku             | When I Was Your Age                    |                |
|                 | 52             | Największe ups Flinta               | Flint’s Biggest Flup                   |                |